# Pat Luckey
Pat Luckey (San Marcos, 14 maggio 1975) è un'ex cestista statunitense.

## Carriera
Ala di 185 cm, ha giocato in WNBA con Phoenix e in Serie A1 con Priolo Gargallo.